# Pitkä Lompolo
Sarmilompola är en sjö i Finland. Den ligger i kommunen Enare i landskapet Lappland, i den norra delen av landet, 1 000 km norr om huvudstaden Helsingfors. Sarmilompola ligger 119,1 meter över havet. Arean är 82,4 hektar och strandlinjen är 9,66 kilometer lång. Sjön  ingår i Pasvik älvs huvudavrinningsområde. 